# Драсбург
Драсбург (нем. Draßburg) — посёлок (нем. Gemeinde) в Австрии, в федеральной земле Бургенланд. 
Входит в состав округа Маттерсбург.  Население составляет 1062 человека (на 31 декабря 2005 года). Занимает площадь 9,7 км². Официальный код  —  10601.

## Политическая ситуация
Бургомистр коммуны — Христиан Клобм Илледитс (СДПА) по результатам выборов 2007 года.
Совет представителей коммуны (нем. Gemeinderat) состоит из 15 мест.
- СДПА занимает 13 мест.
- АНП занимает 2 места.